# Varvs socken, Västergötland
Varvs socken i Västergötland ingick i Vartofta härad, ingår sedan 1974 i Tidaholms kommun och motsvarar från 2016 Varvs distrikt.
Socknens areal är 11,72 km² varav 99,9 % är land. År 2000 fanns här 361 invånare.  En del av tätorten Ekedalen samt sockenkyrkan Varvs kyrka ligger i socknen.

## Administrativ historik
Socknen har medeltida ursprung. 
Vid kommunreformen 1862 övergick socknens ansvar för de kyrkliga frågorna till Varvs församling och för de borgerliga frågorna bildades Varvs landskommun. Landskommunen uppgick 1952 i Dimbo landskommun som upplöstes 1974 då denna del uppgick i Tidaholms kommun. Församlingen utökades 2010.
1 januari 2016 inrättades distriktet Varv, med samma omfattning som församlingen hade 1999/2000.  
Socknen har tillhört län, fögderier, tingslag och domsagor enligt vad som beskrivs i artikeln Vartofta härad. De indelta soldaterna tillhörde Skaraborgs regemente, Livkompaniet och Västgöta regemente, Vartofta kompani.

## Geografi
Varvs socken ligger väster om Tidaholm med Varvsberget i väster. Socknen har en odlingsbygd nedanför berget som når 312 meter över havet och är täckt av skog.

## Fornlämningar
En gånggrift och två hällkistor från stenåldern är funna. Från järnåldern finns gravfält, stensättningar och domarringar samt en fornborg.
Kyrkoherden Thore Odhelius utpekade i mitten av 1700-talet socken som platsen för slaget på Gestilren. 1910 restes en minnessten (58°11′46″N 13°49′38″Ö / 58.19611°N 13.82722°Ö) över slaget. Inskriptionen på stenen lyder: ”Gud skydde Sveriges rike! Sjuhundra år efter slaget vid Gestilren reste Västgötar denna sten 1910.” Stenen ägs av Stiftelsen Västergötlands museum. Odhelius preciseringsförsök går troligen tillbaka till Johannes Messenius som i Scondia Illustrata på 1630-talet placerade slaget i närheten av Lena.[källa behövs]

## Namnet
Namnet skrevs 1341 Hwarf och kommer från kyrkbyn. Namnet innehåller hvarf, 'varv' som kan syfta på en bäckkrök i byn.

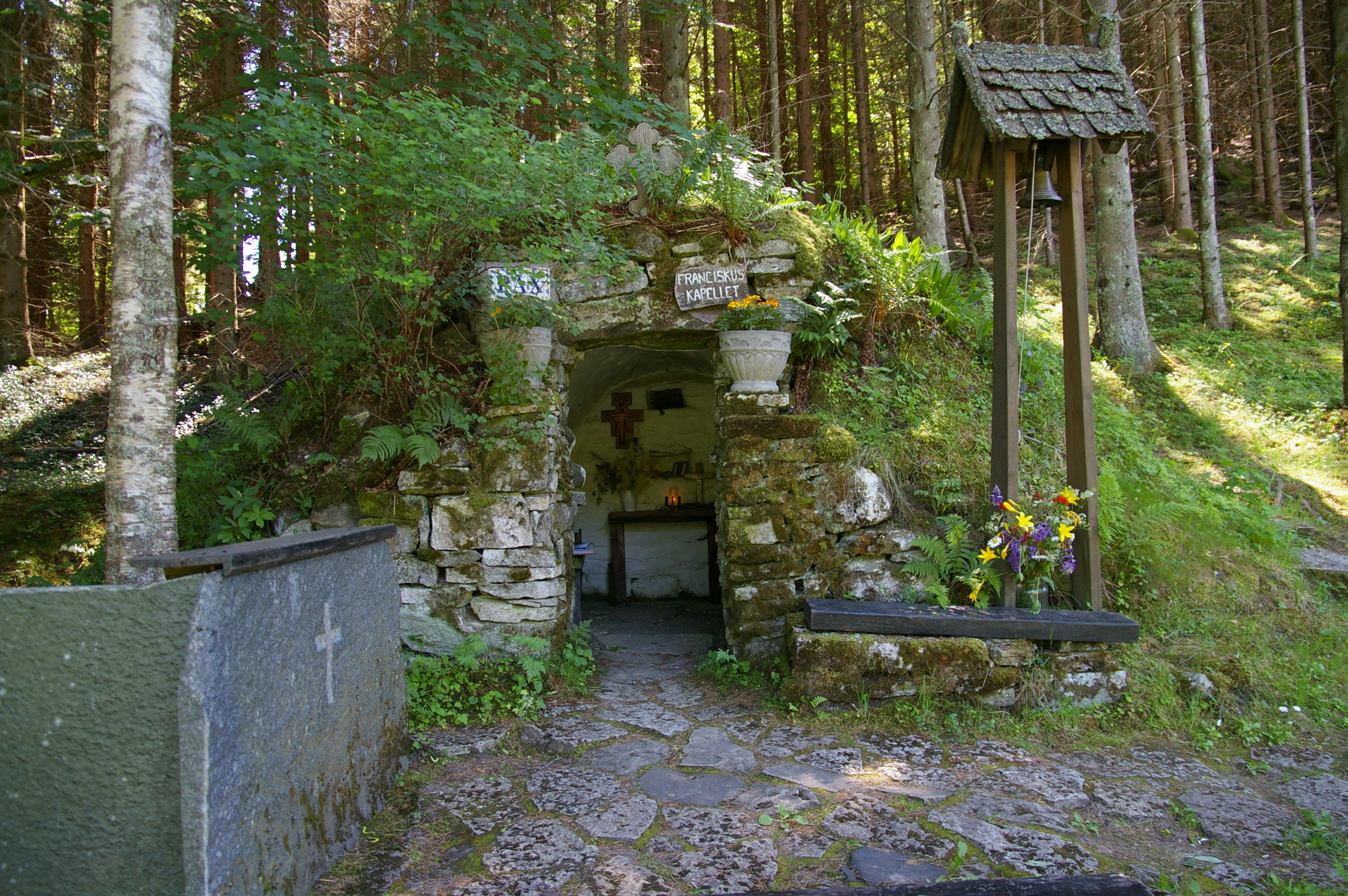
Franciskuskapellet på Varvsbergets östsluttning.
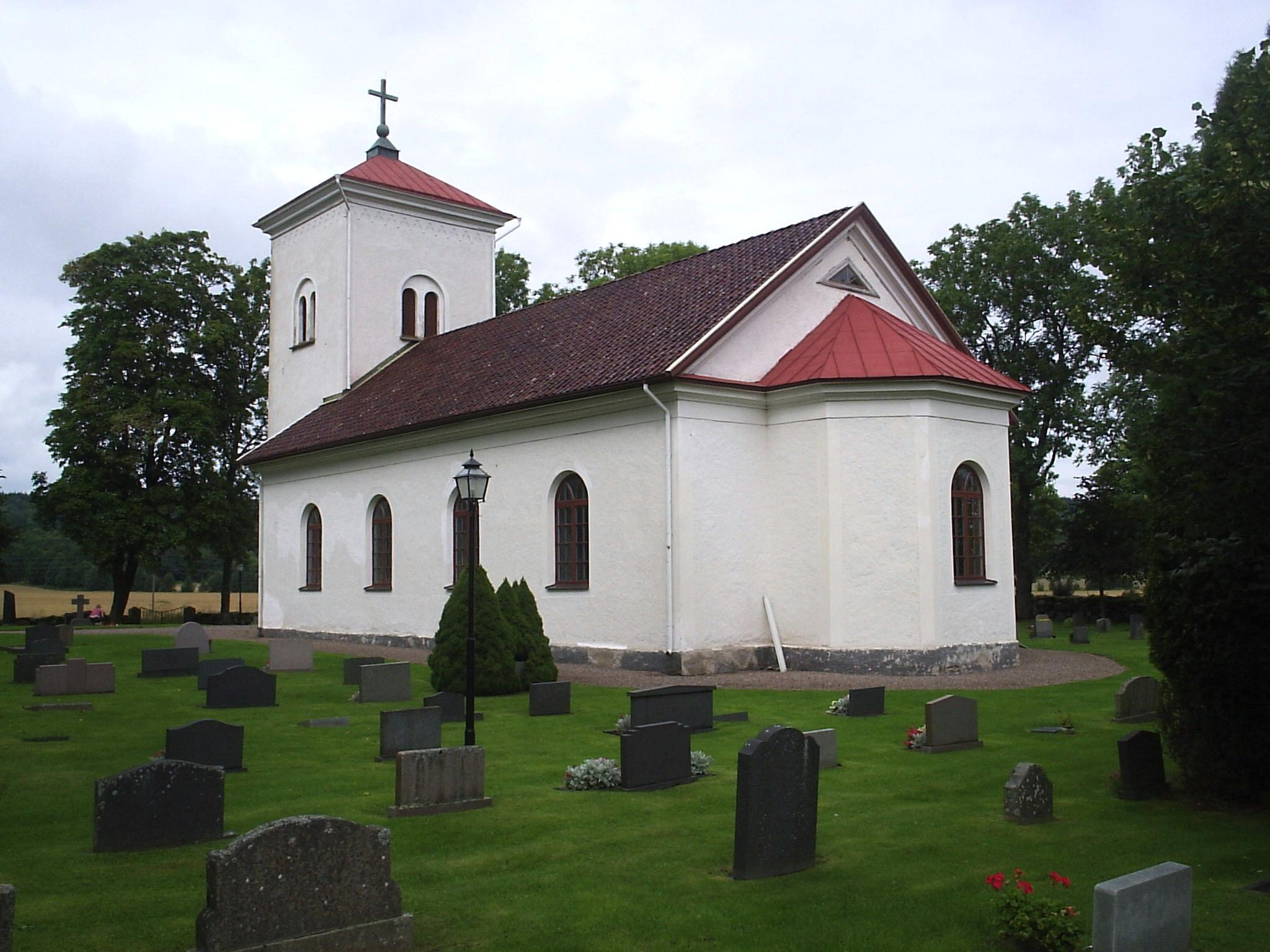
Varvs kyrka
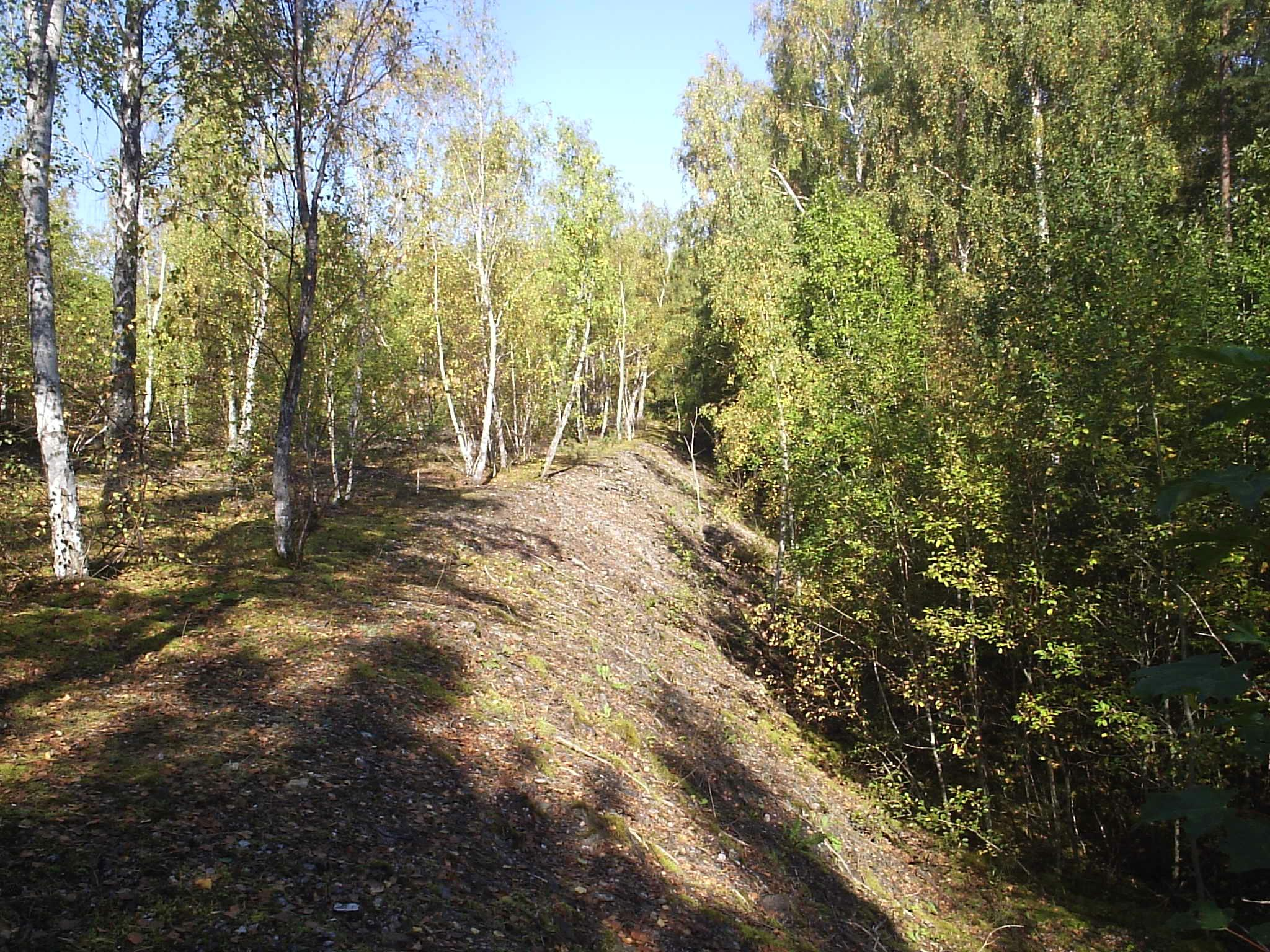
I Ekedalen låg ett av Sveriges största kalkbrännerier.
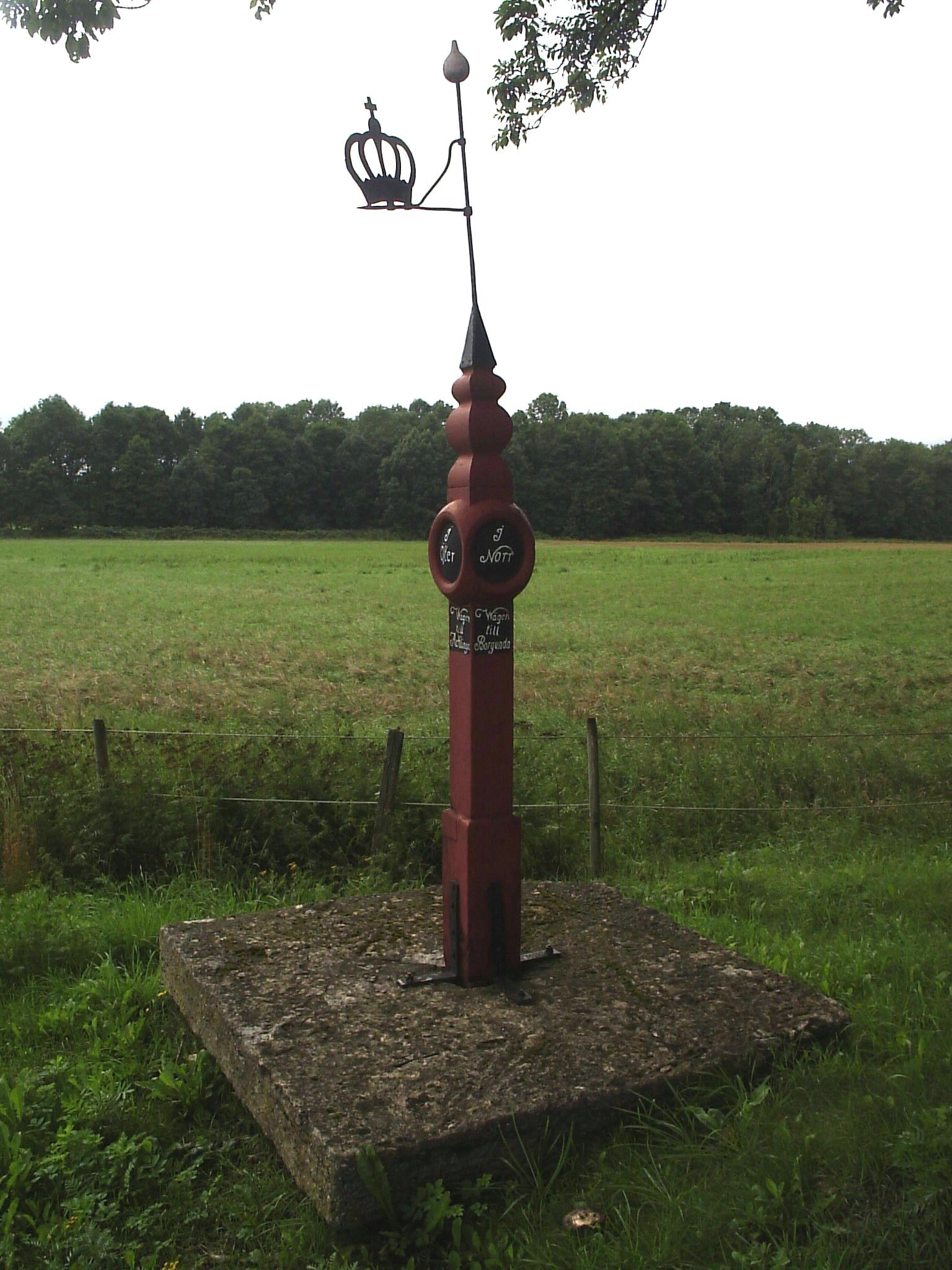
1700-tals vägvisaren Granne påle mellan Varv och Ekedalen.